# Heilig Hartbeeld (Oostelbeers)
Het Heilig Hartbeeld is een standbeeld in de Nederlandse plaats Oostelbeers, in de gemeente Oirschot.

## Achtergrond
Op 7 augustus 1956 vierde Joannes van de Sande zijn 25-jarig jubileum als pastoor. Hij kreeg van de parochianen dit Hartbeeld aangeboden, gemaakt door Niel Steenbergen, dat werd geplaatst naast de Heilige Andreas en Antonius van Paduakerk. Het beeld is in de database van het Nationaal Comité 4 en 5 mei opgenomen als oorlogsmonument voor burgerslachtoffers.

## Beschrijving
Het beeld wijkt af van het traditioneel ontwerp van een Heilig Hartbeeld. Het bestaat uit een rond medaillon, geplaatst op een sokkel. Op het medaillon is in reliëf een geknielde man afgebeeld voor een staande Christusfiguur. Christus houdt zijn beide handen op het Heilig Hart. Op de sokkel de tekst 

O GODDELIJK HART BESCHERM ONS DORP IN VREUGDE EN SMART

 aan de achterzijde: "Geschenk van onze parochie aan pastoor van de Sande - 7-8-1956". Het medaillon heeft een in bas-reliëf gehakte sierrand.